# Kol (patriciërsgeslacht)
Kol is een Nederlandse familie. Een lid van het geslacht stond aan de basis van de bankiersfirma Bank Vlaer & Kol die in 1748 werd opgericht en waaraan familieleden tot in de 20e eeuw verbonden waren. Het geslacht dat bij de bank betrokken was, is in mannelijke lijn in 1935 en in vrouwelijke lijn in 1975 uitgestorven.

## Geschiedenis
De bewezen stamreeks begint met Cornelis Dircx die landbouwer in Kortenhoef was en voor 1650 overleed. Nazaat Jan Kol (1726-1805) had een notaris- en kassierskantoor en dat  samen met dat van zijn schoonvader Everard Vlaer in 1748 de basis vormde van de Bank Vlaer & Kol. Tot in de 20e eeuw waren (aangetrouwde) leden van het geslacht betrokken bij de bankiersfirma.
Leden van het geslacht bewoonden  De Breul (landgoed) en het nieuwe huis Lepelenburg.
Het geslacht werd in 1910 en 1958 opgenomen in het genealogische naslagwerk Nederland's Patriciaat.

## Enkele telgen
Jan Kol (1726-1805), notaris en kassier, rentmeester van de Ridderschap van Utrecht, schout van de Tolsteeg, kameraar Lekdijk Bovendams; trouwde in 1747 met Anna Elisabeth Vlaer (1726-1778), dochter van Everard Vlaer; medeoprichter met zijn schoonvader van de latere Bank Vlaer & Kol
- Everard Kol (1753-1824), lid firma Vlaer & Kol, raad in de Vroedschap te Utrecht, secretaris van de Ridderschap van Utrecht, lid van de Vergadering van Notabelen, lid Provinciale Staten van Utrecht, secretaris van Lekdijk Benedendams
  - Mr. Jan Kol (1789-1848), chef van de firma Vlaer & Kol, lid Provinciale Staten van Utrecht, eigenaar van landgoed De Breul en stichter van het nieuwe huis Lepelenburg
    - Everard Henry Kol (1816-1888), lid firma Vlaer & Kol, lid van de gemeenteraad van Utrecht, lid van Provinciale Staten van Utrecht
      - Jan Kol (1849-1919), lid firma Vlaer & Kol, lid firma's Kol & Boissevain en Jan Kol & Co., commissionairs in effecten te Amsterdam
        - Everard Henri Kol (1873-1932), lid firma Vlaer & Kol

      - Herman Friedrich Kol, heer van Ouwerkerk (1853-1928), lid firma Vlaer & Kol; trouwde in 1881 met Constantia Isabella Jacquelina Grothe (1856-1928), telg uit het geslacht Grothe en dochter van Jacob Theodoor Grothe, heer van Ouwerkerk (1822-1894)
      - Anna Elisabeth Kol (1854-1927), trouwde in 1874 met Gustav Adolph Heubel (1849-1918)
        - Gustav Adolph Heubel (1875-1952), firmant bij Kol & Co te Amsterdam
          - Florentine Sophie Heubel (1914-2007); nationaalsocialiste; trouwde in 1940 met Meinout Marinus Rost van Tonningen (1894-1945), nationaalsocialistisch voorman

      - Everard Kol (1859-1935), medeoprichter ANWB; chef van de firma Kol & Co te Amsterdam
      - Wilhelmine Florentina Kol (1856-1927), trouwde in 1880 met mr. J.M. Schout Velthuys (1851-1920), telg uit het geslacht Schout Velthuys
        - Sophia Schout Velthuys (1882-1976); trouwde in 1904 met dr. Frits Fentener van Vlissingen (1882-1962), telg uit het geslacht Van Vlissingen
        - Maria Adriana Schout Velthuys (1882-1926); trouwde in 1905 met D.G. van Beuningen (1877-1955), telg uit het geslacht van Beuningen

- -     -       - Sophia Kol (1861-1931); trouwde in 1888 met mr. Charles Ferdinand Pahud de Mortanges (1860-1903), ambtenaar
        - Charles Pahud de Mortanges (1896-1971), Olympisch ruiter en hofdienaar

      - Sara Geertruida Kol (1863-1942); trouwde in 1887 met mr. Carel Marius Rasch (1859-1910), gemeentesecretaris van Haarlem, telg uit het geslacht Rasch
        - Willem Adriaan Rasch (1890-1979), lid firma Bank Vlaer & Kol

Geslachten die opgenomen zijn in het sinds 1910 verschijnende genealogische naslagwerk Nederland's Patriciaat. Lijst volgens opgave van het CBG Centrum voor familiegeschiedenis.
A · B · C · D · E · F · G · H · I · J · K · L · M · N · O · P · Q · R · S · T · U · V · W · Y · Z